# Bosoïta
La bosoïta és un mineral de la classe dels Compostos orgànics.

## Característiques
La bosoïta és una substància química de fórmula química SiO₂·nCxH2x+2. Va ser aprovada com a espècie vàlida per l'Associació Mineralògica Internacional l'any 2014. Cristal·litza en el sistema hexagonal. Es tracta d'un clathrasil natural, com la chibaïta i la melanoflogita. Es coneix un anàleg sintètic.
Els exemplars que van servir per a determinar l'espècie, el que es coneix com a material tipus, es troben conservats a les col·leccions del Museu Nacional de la Ciència del Japó, amb el número de registre NMS-M43775, i al Museu d'Història Natural de la Universitat de Tohoku, amb el número d'espècimen A-153.

## Formació i jaciments
Va ser descoberta a Arakawa, a la ciutat de Minamiboso, dins la Prefectura de Chiba (Regió de Kanto, Japó), la localitat tipus d'un altre mineral de la classe dels compostos orgànics: la chibaïta. Aquest indret és l'únic a tot el planeta on ha estat descrita aquesta espècie mineral.